# Lászlófy Pál
Lászlófy Pál István (Alsórákos, 1939. december 6.) erdélyi magyar matematika-fizika szakos tanár, a Romániai Magyar Pedagógusok Szövetségének alapító tagja és első elnöke, közéleti személyiség.

## Életpályája
Egyetemi tanulmányait a kolozsvári Bolyai Tudományegyetemen kezdte, és az egyesített Babeș–Bolyai Tudományegyetemen fejezte be 1960-ban matematika-fizika szakon. 1960 és 1975 között a szentkeresztbányai szaklíceum fizikatanára, de tanított matematikát is. 1975 és 1984 között tanfelügyelő, majd főtanfelügyelő volt Csíkszeredában. 1984-től nyugdíjazásáig a csíkszeredai Márton Áron Főgimnázium tanára, 1994 és 2000 között igazgatója volt. Az 1991-ben alakult Romániai Magyar Pedagógusok Szövetsége alapító tagja, első elnöke, majd tiszteletbeli elnöke. A Sapientia Alapítvány kuratóriumának tagja.
Közoktatással kapcsolatos írásai a helyi és az országos lapokban jelentek meg.

## Kitüntetései
- Érdemes tanár (1978, 1993)
- Kós Károly-díj, Erdélyi Magyar Nemzeti Tanács, 2017[1]
- Pro Cultura Hungarica díj, 1996
- Magyar Köztársaság Kisebbségekért díja, 2001
- A Magyar Köztársasági Érdemrend tisztikeresztje, 2010
- A Magyar Köztársaság Elnökének érdemérme, 2011
- Ezüstgyopár életműdíj, 2011
- Nyugat-magyarországi Egyetem díszpolgára, 2011
- Eszterházy Károly Főiskola díszpolgára, 2011
- Szent István Egyetem címzetes docense, 2011
- Bocskai István-díj,[2] Sapientia EMTE[3]